# Sự cố tàu ngầm nguyên tử Komsomolets

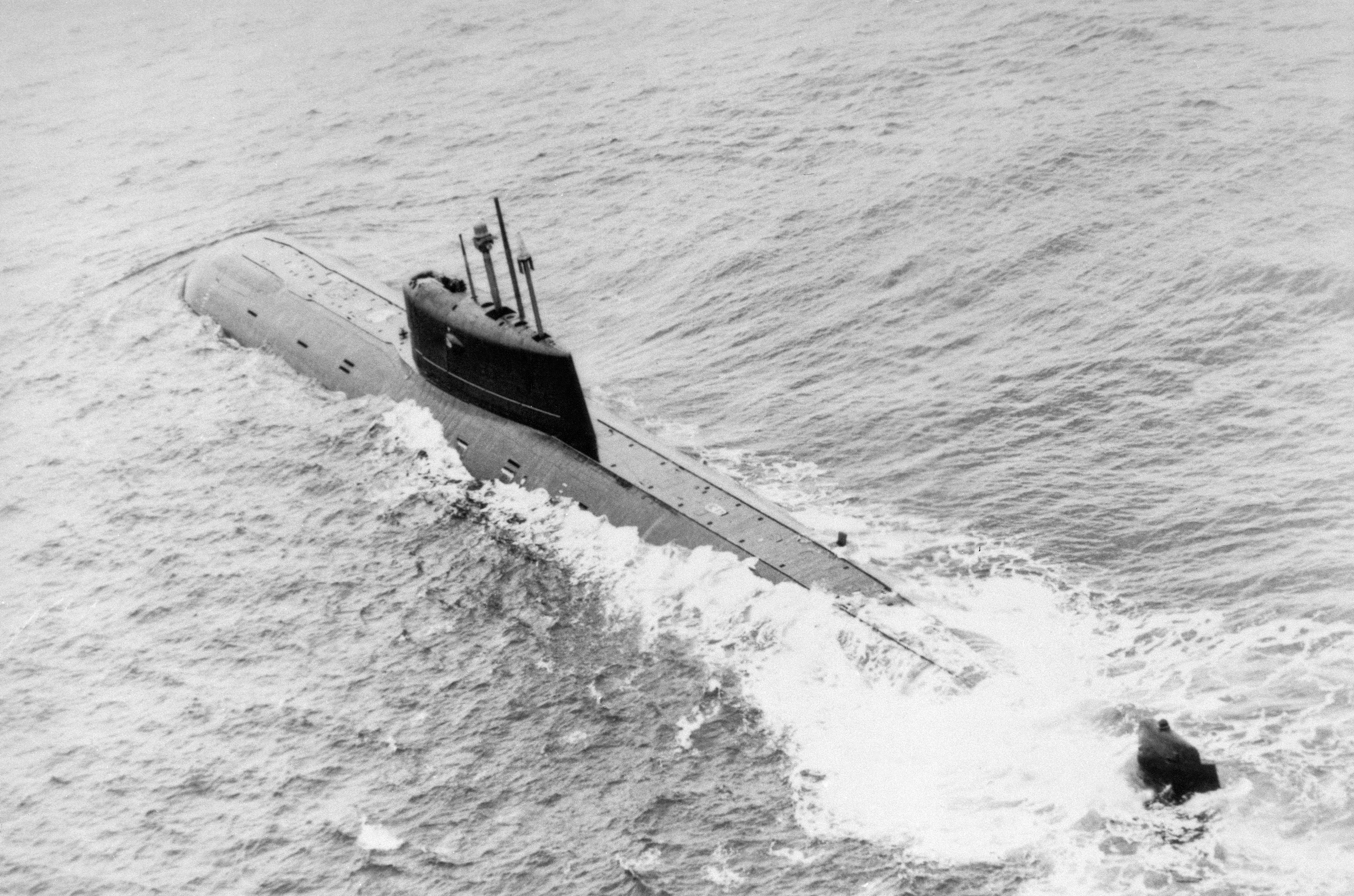
Tàu Komsomolets - K 278 năm 1981

Sự cố tàu ngầm Komsomolets xảy ra vào ngày 7 tháng 4 năm 1989 là một tai nạn về kỹ thuật của tàu ngầm nguyên tử Komsomolets của Liên Xô tại biển Barents. Nó được xem là một thảm kịch, là một tai nạn đáng sợ nhất trong số những vụ tai nạn xảy ra với loại tàu ngầm nguyên tử Liên Xô. Tuy sự cố đã trải qua hơn hai thập niên nhưng nó đang đe dọa miền Bắc Âu bằng một "nguy cơ chernobyl", ngày nào mà các lớp bọc lò nguyên tử của nó bị nước biển ăn mòn.

## Chiếc tàu ngầm nguyên tử hiện đại nhất của Liên Xô
Tàu ngầm nguyên tử Komsomolets có ký hiệu là K.278 đây là chiếc tiềm thủy đỉnh lớn nhất thế giới trong một thời gian dài từ lúc nó ra đời. Tàu ngầm này có chiều dài 122m, rộng 11,5m và độ mớn nước 9.700 tấn. Điểm đặc thù của chiếc tàu ngầm này là ở lớp vỏ bằng titan cho phép nó lặn sâu đến 1.000m, một độ sâu mà chưa chiếc tàu ngầm nào thời đó đạt đến.
Việc chế tạo chiếc tàu ngầm đó đã kéo dài rất lâu và rất tốn kém. Nó được trang bị tên lửa và hai ống phóng ngư lôi với đầu đạn hạch tâm.

## Diễn biến
Vào ngày 7 tháng 4 năm 1989, trong vùng biển trung lập Na Uy, cách đảo Ours 180 km về hướng Tây Nam và cách bờ biển Na Uy 490 km, chiếc tàu ngầm đang trở về căn cứ sau một chuyến công tác ở độ sâu bình thường.
Lúc 11 giờ, các thủy thủ ca đầu đã thức giấc, trong khi ca ba sắp sửa dùng bữa trưa. Viên sĩ quan trực Alexandre Verezgov thu thập các báo cáo của từng khoang. Anh thản nhiên báo cáo vào micro: "Đã kiểm tra khoang số 7. Độ ngăn cách và thành phần không khí bình thường. Không có gì báo cáo".
Lúc 11 giờ 03, một tín hiệu phát ra trên bảng điều khiển của anh cơ khí viên trực Viatcheslav Youdine: "Nhiệt độ trong khoang số 7 cao hơn 70ºC". Youdine thông báo này với viên thuyền trưởng, ông này đã ban lệnh báo động toàn diện. Tiếng còi hú vang khắp các khoang. Những sĩ quan chạy bộ về phòng chỉ huy. Thuyền trưởng liên tục gọi khoang số 7 có lẽ đang bị lửa hoành hành, nhưng không nghe trả lời. Youdine đề nghị: "Thưa thuyền trưởng, cần cho khí freon vào khoang số 7 gấp".
Thuyền trưởng Evgueni Vanine do dự - khí freon là một hỗn hợp khí có thể ngăn lửa lan tràn, nhưng nó cũng gây tử vong chắc chắn cho ai ở trong khu vực có nó. Nhưng anh thủy thủ trực khoang số 7 vẫn không có động tỉnh gì qua liên lạc... thế là thuyền trưởng bèn quyết định: "Cho freon vào khoang số 7!". Kể từ giây phút đó, thủy thủ Nodar Boukhnikachvili chẳng còn cơ may nào sống sót. Mọi người đều hi vọng đây sẽ là nạn nhân duy nhất cho sự cố trên.
Khí freon sẽ dập tắt được ngọn lửa tại khoang số 7 nếu một ngọn hồ quang không làm đứt gãy một ống dẫn khí nén, hơi khí này mồi lửa như một ngọn đèn xì. Khoang số 7 biến thành một lò lửa.
Vài giây sau, một tia lửa đã bén vào khoang số 6 cạnh đó. Những thủy thủ trong ấy không có cả thời gian để mang mặt nạ phòng hơi độc. Chỉ trong thoáng chốc, cả nơi đây đã biến thành một biển lửa. Thủy thủ đoàn cho dừng máy phát điện bên trái, còn máy bên phải thì bị hỏng tự dừng hoạt động. Bộ phận an toàn tự động của lò phản ứng đã bật, chiếc tàu ngầm tự dừng lại. Trong khi lặn, tình huống đó nguy hiểm hơn là sự trục trặc của một động cơ của một phi cơ đang bay. Phi cơ còn có thể lượn, còn tàu ngầm thì sẽ chìm thẳng.

## Liên kết
- TED Case Studies: Komsomolets Submarine and Radiation Leakage
- А. С. Николаев (2002–2003). "Проект 685 "Плавник" (NATO – "Mike")". «Штурм Глубины». www.deepstorm.ru. Truy cập ngày 6 tháng 4 năm 2011.{{Chú thích web}}:  Quản lý CS1: định dạng ngày tháng (liên kết)
- А. С. Николаев, И. С. Курганов (2002–2008). "К-278, "Комсомолец" проект 685". «Штурм Глубины». www.deepstorm.ru. Truy cập ngày 6 tháng 4 năm 2011.{{Chú thích web}}:  Quản lý CS1: định dạng ngày tháng (liên kết)
- А. С. Николаев, И. С. Курганов (2007). "604 экипаж проекта 685 "Плавник"". сайт «Русский Подплав». www.submarines.narod.ru. Truy cập ngày 6 tháng 4 năm 2011.
- Н. А. Черкашин (1997–2001). "Пламя в отсеках". «Российский подводный флот». www.submarine.id.ru. Bản gốc lưu trữ ngày 25 tháng 8 năm 2011. Truy cập ngày 6 tháng 4 năm 2011. {{Chú thích web}}: Đã bỏ qua tham số không rõ |description= (trợ giúp)Quản lý CS1: định dạng ngày tháng (liên kết)
- "Обследование затонувшей АПЛ "Комсомолец" силами ВМФ". Центральный Военно-Морской Портал. grinda.info. Bản gốc lưu trữ ngày 26 tháng 4 năm 2011. Truy cập ngày 6 tháng 4 năm 2011.
- "Вахтенный журнал". Центральный Военно-Морской Портал. grinda.info. Bản gốc lưu trữ ngày 17 tháng 8 năm 2011. Truy cập ngày 6 tháng 4 năm 2011. {{Chú thích web}}: Đã bỏ qua tham số không rõ |description= (trợ giúp)
- МГТУ им. Баумана, отдел Подводные системы. "Проект локализации АПЛ "Комсомолец"". aqua.sm.bmstu.ru. Bản gốc lưu trữ ngày 25 tháng 8 năm 2011. Truy cập ngày 6 tháng 4 năm 2011.
- Н. Мормуль. "Возможен ли подъём "Комсомольца"?". «Российский подводный флот». www.submarine.id.ru. Bản gốc lưu trữ ngày 25 tháng 8 năm 2011. Truy cập ngày 6 tháng 4 năm 2011.